# Битка код Камбуле
Битка код Камбуле, одлучујућа британска победа у Англо-Зулу рату. После ове битке Британци су наппадали, а Зулуи се бранили, и тако је остало до краја рата.

## Позадина
Након што је безуспешно напала велики збег Зулуа на планини Хлобане 28. марта, британска коњица је усред борбе опазила масу од 20.000-25.000 Зулу ратника како се приближава планини са јужне стране. Претрпевши током у̟журбаног повлачења велике губитке, британска коњица се повукла у утврђени логор код Камбуле, који су бранила два батаљона британске пешадије са 6 топова, осим преостале коњице и неколико стотина домородачких регрута, у свему око 2.000 људи. Сутрадан, 29. марта око 11 часова, главна армија Зулуа приближила се британском логору.

## Битка
У 13.30 часова акцију су започеле коњичке трупе, под командом пуковника Булера и Еусела, напавши непријатеља северно од логора. Брзо су били приморани да се врате у табор, праћени Зулуима све док нису били на 300 јарди, када је јака ватра 90. пука зауставила њихово напредовање и они су се распоредили око логора.
У 2.15 десну страну и позадину логора напале су велике масе Зулуа, који су, очигледно добро снабдевени пушкама Мартини-Хенри, заузели брдо које је командовало логором, засипајући га тако га тако да је чета 13. пука постављена са десне стране задњег бедема морала да се повуче. Предњи део тора за стоку је, међутим, чврсто држала чета 13. пука; али Зулуи су храбро наступили, мајор Хакет је са две чете 90. упућен да очисти падину. Изашли су на отворено, храбро одбијајући Зулуе под јаком ватром, све док им пуковник Вуд није наредио да се повуку.
Док је предводио своје људе, мајор Хакет је био опасно рањен. Поручник Николсон је одлично радио са два топа у редуту, све док није смртно рањен; када га је мајор Ваугхан заменио. Мајор Тремлет, са четири топа, остао је на отвореном током борбе.
Напад је почео да јењава око 17.30, што је омогућило пуковнику Вуду да преузме офанзиву. Зулуи су отерани из сточног тора у који су продрли, и из непосредне близине логора, а британска пешадија која је извршила покољ међу масама које су се повлачиле.

## Последице
Потеру су преузели коњаници под командом пуковника Булера, и наставичи је седам миља, "убијајући велики број, а непријатељ је био превише исцрпљен да би се бранио". Сви су се сложили у дивљењу храбрости Зулуа, који се, "под тешком ватром, никада нису поколебали, већ су ишли право на нас."
Губитак колоне број 4 износио је 2 убијена официра, 5 рањених и 80 убијених и рањених војника. Сматрало се да је снага Зулуа била око 20.000, од којих је 1.000 погинуло.